# 捷里別爾卡河
捷里別爾卡河是俄羅斯的河流，位於科拉半島北部，由摩爾曼斯克州負責管轄，河道全長127公里，流域面積2,227平方公里，在摩爾曼斯克以東50公里注入巴倫支海。
69°10′N 35°08′E / 69.167°N 35.133°E